# Le Grazie (Colle di Val d'Elsa)
Le Grazie is een plaats (frazione) in de Italiaanse gemeente Colle di Val d'Elsa.